# Thomas (Virgínia de l'Oest)
Thomas és una població dels Estats Units a l'estat de Virgínia de l'Oest. Segons el cens del 2000 tenia 452 habitants.

## Demografia
Segons el cens del 2000, Thomas tenia 452 habitants, 224 habitatges, i 127 famílies. La densitat de població era de 290,9 habitants per km².
Dels 224 habitatges en un 16,5% hi vivien nens de menys de 18 anys, en un 46% hi vivien parelles casades, en un 7,6% dones solteres, i en un 42,9% no eren unitats familiars. En el 39,7% dels habitatges hi vivien persones soles el 23,7% de les quals corresponia a persones de 65 anys o més que vivien soles. El nombre mitjà de persones vivint en cada habitatge era de 2,02 i el nombre mitjà de persones que vivien en cada família era de 2,69.
Per edats la població es repartia de la següent manera: un 15% tenia menys de 18 anys, un 5,5% entre 18 i 24, un 24,1% entre 25 i 44, un 33,8% de 45 a 60 i un 21,5% 65 anys o més.
L'edat mediana era de 48 anys. Per cada 100 dones de 18 o més anys hi havia 87,3 homes.
La renda mediana per habitatge era de 22.443 $ i la renda mediana per família de 25.417 $. Els homes tenien una renda mediana de 27.188 $ mentre que les dones 14.886 $. La renda per capita de la població era de 14.918 $. Entorn del 13,8% de les famílies i el 13,7% de la població estaven per davall del llindar de pobresa.

## Poblacions més properes
El següent diagrama mostra les poblacions més properes.